# Chorématique
La chorématique est une méthode de modélisation géographique qui développe, utilise et analyse les chorèmes, c'est-à-dire des représentations schématiques destinées à créer des modèles graphiques représentant un espace ou un type d'espace et les phénomènes spatiaux qui le concernent. Le terme de chorème est un néologisme géographique forgé par Roger Brunet en 1980, construit sur le mot grec  chôros , qui signifie « territoire, étendue, lieu, contrée ». Brunet définit la chorématique comme un « alphabet de l'espace » dont chaque chorème est une « structure élémentaire de l'espace ».

## Définition
Un chorème est une représentation schématique d'un espace choisi. Il n'est pas une simplification de la réalité, il vise à représenter toute la complexité du territoire à l'aide de formes géométriques. Même s'il semble simplificateur, le chorème est réalisé de façon rigoureuse et il tiendra compte de toute la dynamique présente sur le territoire étudié.
La base du chorème est en général une forme géométrique simple où viennent se superposer d'autres formes symbolisant les mécanismes en présence. Il existe une table de 28 chorèmes de base, dont chacun représente une configuration spatiale, et permettent, en les assemblant, de représenter, à différentes échelles, des phénomènes spatiaux.
La chorématique ne propose que des lectures parmi d’autres possibles de l’espace géographique.
En effet, Roger Brunet lui-même n'en fait qu'un « outil parmi d’autres ». Mais un outil précieux car ce n’est pas qu’un outil graphique, mais aussi une méthode d’analyse spatiale.

## Critiques
Les chorèmes ont été vivement critiqués par certains géographes tels que Yves Lacoste ou Robert Marconis. Ils leur reprochent notamment leurs formes géométriques trop schématiques, et l'absence de localisation précise. Une des autres accusations les plus fréquentes envers la chorématique est qu'elle néglige les influences particulières humaines sur le territoire au profit de forces structurantes extérieures. Considérée du point de vue de la recherche, la chorématique, comme méthode, a souvent été associée à son utilisation dans le domaine pédagogique.

## Chrono-chorématique
La chorématique connaît une "seconde vie" depuis les années 2000 par le biais de la "chrono-chorématique", qui "s’efforce de surmonter le divorce initial entre la chorématique de R. Brunet (grammaire des structures spatiales élémentaires dont la composition rend compte de l’organisation de l’espace) et l’histoire" selon le géographe Christian Grataloup. Il s'agit de reprendre les apports du langage chorématique et de les combiner à l'analyse du temps long et des évolutions des objets géographiques observés (principalement des villes françaises), pour proposer une frise chrono-chorématique permettant de mettre en avant les héritages de l'organisation actuelle de l'espace, entre particularismes locaux et structures spatiales élémentaires. La chrono-chorématique, portée par des géographes tels que Christian Grataloup ou Géraldine Djament-Tran, porte notamment sur l'étude de l'évolution de villes françaises (telles qu'Aix-en-Provence, Angers, Poitiers ou Tours) qui est appréhendée dans le temps long, par la démarche de la géohistoire : on peut donc parler d'une chrono-chorématique urbaine. Comme la chorématique de Roger Brunet, elle vise à avoir une portée pédagogique, le langage proposé ayant notamment pour objectif de rendre explicite la visualisation des trajectoires urbaines. 